# Sangen fra havet
Sangen fra havet er en irsk animationsfilm fra 2014 instrueret af Tomm Moore og filmen havde verdenspremiere 6. september 2014 på Toronto Film Festival. Filmen er produceret af Irish Cartoon Saloon med co-producenter i Luxembourg, Belgien, Frankrig og Danmark.

## Danske stemmer
- Oscar Dietz som Ben
- Silja Lucia som Saoirse
- Kasper Leisner som Conor
- Birthe Neumann som Farmor
- Nukâka Coster-Waldau som Bronagh
- Grethe Mogensen som Macha
- Nis Bank-Mikkelsen som Den store Shanachie
- Lue Johan som Lille Ben
- Lars Mikkelsen som Bark
- Lars Knutzon som Mosse
- Thomas Mørk som Urt

## Soundtrack
Song of the Sea (Original Motion Picture Soundtrack)
1. Song of the Sea – Lisa Hannigan
2. The Mother's Portrait
3. The Sea Scene
4. The Song – Lisa Hannigan og Lucy O'Connell
5. The Key in the Sea
6. The Derry Tune
7. In the Streets
8. Dance with the Fish
9. The Seals
10. Something Is Wrong – Lisa Hannigan
11. Run
12. Head Credits – Lisa Hannigan
13. Get Away
14. Help
15. Sadness
16. Molly
17. I Hate You
18. Who Are You
19. The Storm
20. Katy's Tune
21. In the Bus – Lisa Hannigan
22. The Thread – Lisa Hannigan
23. Amhrán Na Farraige – Lisa Hannigan
24. Song of the Sea (Lullaby) – Nolwenn Leroy
25. La chanson de la mer (berceuse) – Nolwenn Leroy